# Mare de Déu amb l'Infant i Sant Joanet
La Mare de Déu amb l'Infant i Sant Joanet és una obra del pintor italià, establert a València, Paolo de San Leocadio, feta amb la tècnica de l'oli sobre fusta, i conservada al Museu de Belles Arts de València, datada al voltant de 1510.
El quadre és de procedència desconeguda, ingressà al museu el 19 de febrer de 1963 pel llegat fet a l'Acadèmia de Sant Carles del matrimoni Goerlich-Miquel.
Tampoc se sap res del lloc i el moment de la seua execució, alguns autors la situen al voltant de l'any 1500, en veure un paral·lelisme amb les figures de santa Úrsula i el Salvador del retaule que Leocadio pintà a Vila-real. Altres aposten per una data més tardana, ja entrat el segle xvi, en advertir certes influències dels Hernandos, els quals arribaren a València el 1506 portant un bagatge de tipus leonardesc que s'imità ràpidament. Aquestes influències es noten en la configuració del paisatge, amb una atmosfera blavosa per suggerir distància.
Relacionada amb la Mare de Déu amb l'Infant i Sant Joanet de València, existeix una altra taula amb la mateixa iconografia, signada, a una col·lecció particular de Madrid. En aquesta taula els personatges sagrats apareixen invertits en un fons més ampli, que fa pensar si la taula de València hauria estat retallada. La topografia de la taula madrilenya és similar als paisatges que apareixen en algunes pintures corresponents a l'etapa gandiana del pintor, com l'Oració de l'hort del retaule major de la Col·legiata o l'Epifania del retaule del monestir de Santa Clara, documentats entre 1502 i 1510. Així doncs, la pintura que està a Madrid es realitzaria per aquestes dates i la de València seria posterior, ja amb influències paisatgístiques de Fernando Llanos.

## Descripció
Aquesta taula segurament fou concebuda com a peça solta per a la devoció privada. La Mare de Déu apareix al centre asseguda subjectant amb la mà esquerra l'infant (assegut al seu torn sobre un coixí sobre els genolls de sa mare), a l'altre costat està sant Joanet en actitud orant i mirant a Maria mentre aquesta l'acull sota el braç amb un gest protector. Les tres figures entrellaçades formen una atapeïda composició triangular que es retalla sobre un fons, amb la línia de l'horitzó molt alta, on apareix un paisatge ondulat animat gràcies a massissos vegetals amb flors. En un segon terme hi apareix una arquitectura clàssica, a manera d'exedra que emmarca una estàtua sobre un pedestal cúbic que representa a un nu masculí. L'estat de ruïna de l'arquitectura i l'estàtua (mutilada, sense cap ni braços) donen un aspecte clàssic al paisatge, que evoca el món de l'Antiguitat segons la sensibilitat renaixentista de l'època. Ja al fons, en últim terme, s'entreveu un turó amb una ciutat emmurallada de perfils imprecisos i amb el color esmorteït a causa de la llunyania. Aquesta manera de fer evoca d'alguna la manera de fer leonardesca de la Mare de Déu de les Roques, així Leocadio se separa de les seues maneres quatrecentistes per buscar una major turgència en eles carnacions, un ombreig més decidit i unes formes rotundes d'inspiració toscana. Aquestes característiques l'allunyen del que havia fet a Gandia anteriorment, on no falten accents nòrdics derivats d'estampes de Schongauer.